# Gävleborgs läns valkrets
Gävleborgs läns valkrets är en av valkretsarna vid val till den svenska riksdagen. 

## Mandatantal
Vid det första valet till enkammarriksdagen 1970 hade valkretsen tolv fasta mandat, ett antal som förblev oförändrat till och med 1976. I valen 1979–1994 hade valkretsen elva fasta mandat, från och med valet 1994 var antalet tio som sjönk till 9 i valet 2014. Antalet utjämningsmandat har varierat från ett i valen 1970–1976, två i valet 1979, ett i valet 1982, två i valet 1985, ett i valet 1988, två i valet 1991 och ett valet 1994. I valet 2006 hade valkretsen ett utjämningsmandat.
| 1970 | 1973 | 1976 | 1979 | 1982 | 1985 | 1988 | 1991 | 1994 | 1998 | 2002 | 2006 | 2010 | 2014 | 2018 |
| ---- | ---- | ---- | ---- | ---- | ---- | ---- | ---- | ---- | ---- | ---- | ---- | ---- | ---- | ---- |
| 12   | 12   | 12   | 11   | 11   | 11   | 11   | 11   | 11   | 10   | 10   | 10   | 10   | 9    | 9    |

## Ledamöter i enkammarriksdagen

### 1971–1973
- Hans Nordgren, m
- Gunnar Björk, c
- John Eriksson, c
- Gunnel Jonäng, c
- Olle Westberg, fp
- Sven Ekström, s
- Anders Haglund, s
- Bertil Löfberg, s
- Yngve Möller (1971–1972), s
  - Olle Östrand (1973), s
- Erik Svedberg, s
- Gunbjörg Thunvall, s
- Olle Westberg i Hofors, s
- Bertil Måbrink, vpk

### 1974–1975/76
- Hans Nordgren, m
- Gunnar Björk, c
- John Eriksson, c (1/1–6/3 1974)
  - Johan A. Olsson, c (ersättare för John Eriksson 15/2–6/3 1974; ledamot 12/3 1974–1976)
- Gunnel Jonäng, c
- Olle Westberg, fp
- Sven Ekström, s
- Åke Gillström, s
- Anders Haglund, s
- Bertil Löfberg (1 januari 1974–19 maj 1975; statsråd under perioden), s
  - Stig Alftin (statsrådsersättare för Bertil Löfberg 15 februari 1974–19 maj 1975), s
  - Stig Alftin (ledamot 20 maj 1975–3 oktober 1976), s
- Gunbjörg Thunvall, s
- Olle Westberg i Hofors, s
- Olle Östrand, s
  - Wivi-Anne Cederqvist (ersättare 16 oktober–31 december 1974), s
- Bertil Måbrink, vpk

### 1976/77–1978/79
- Rolf Dahlberg, m
- Gunnar Björk, c
- Gunnel Jonäng, c
- Johan A. Olsson, c
  - Birger Olsson (ersättare 14–17 november 1977), c
  - Birger Olsson (ersättare 31 januari–28 februari 1979), c
- Hans Lindblad, fp
- Stig Alftin, s
- Axel Andersson, s
- Wivi-Anne Cederqvist, s
- Åke Gillström, s
- Iris Mårtensson, s
- Olle Westberg, s
- Olle Östrand, s
- Bertil Måbrink, vpk

### 1979/80–1981/82
- Rolf Dahlberg, m
- Gunnar Björk, c
- Gunnel Jonäng, c
- Johan A. Olsson, c
  - Birger Olsson (ersättare 22 november–24 december 1979), c
  - Ulla-Britta Larsson (ersättare 11 mars–30 april 1981), c
- Hans Lindblad, fp
  - Margit Jonsson (ersättare för Hans Lindblad 6 februari–21 mars 1980), fp
  - Margit Jonsson (ersättare för Hans Lindblad 10 mars–30 april 1981), fp
- Stig Alftin, s
- Axel Andersson, s
- Wivi-Anne Cederqvist, s
- Ing-Marie Hansson, s
- Iris Mårtensson, s
- Olle Westberg, s
- Olle Östrand, s
- Bertil Måbrink, vpk

### 1982/83–1984/85
- Rolf Dahlberg, m
- Håkan Stjernlöf, m
- Gunnar Björk, c
- Gunnel Jonäng, c
- Stig Alftin, s
- Axel Andersson, s
  - Kenth Högström (ersättare för Axel Andersson 15 november–17 december 1982), s
  - Lennart Holmsten (ersättare för Axel Andersson 8 maj–8 juni 1984), s
  - Kenth Högström (ersättare för Axel Andersson 19 oktober–19 november 1984), s
- Wivi-Anne Cederqvist, s
- Ing-Marie Hansson, s
- Iris Mårtensson, s
  - Kenth Högström (ersättare för Iris Mårtensson 4 oktober–15 november 1983), s
- Olle Westberg, s
- Olle Östrand, s
- Bertil Måbrink, vpk

### 1985/86–1987/88
- Rolf Dahlberg, m
- Håkan Stjernlöf, m
- Gunnar Björk, c
- Gunnel Jonäng, c
- Hans Lindblad, fp
- Axel Andersson, s
- Wivi-Anne Cederqvist, s
- Ing-Marie Hansson, s
- Lennart Holmsten, s
- Iris Mårtensson, s
- Olle Westberg, s
- Olle Östrand, s
- Bertil Måbrink, vpk

### 1988/89–1990/91
- Rolf Dahlberg, m
- Gunnar Björk, c
- Karin Starrin, c
- Hans Lindblad, fp
- Inger Schörling, mp
- Axel Andersson, s
- Sinikka Bohlin, s
- Sigrid Bolkéus, s
- Karl Hagström, s
- Iris Mårtensson, s
- Olle Östrand, s
- Bertil Måbrink, vpk/v
  - Seija Viitamäki-Carlsson (ersättare för Bertil Måbrink 12 november–11 december 1990), v

### 1991/92–1993/94
- Rolf Dahlberg, m
- Patrik Norinder, m
- Pontus Wiklund, kds
- Gunnar Björk (30 september 1991–30 juni 1992), c
  - Karin Starrin (ersättare för Gunnar Björk 12 oktober 1991–30 juni 1992), c
  - Karin Starrin (ledamot 1 juli 1992–2 oktober 1994), c
- Hans Lindblad (30 september 1991–11 januari 1993), fp
  - Lennart Rohdin (12 januari 1993–2 oktober 1994), fp
- Ulf Eriksson, nyd
- Axel Andersson, s
- Widar Andersson, s
- Sinikka Bohlin, s
- Sigrid Bolkéus, s
- Karl Hagström, s
- Ulrica Messing, s
  - Raimo Pärssinen (ersättare för Ulrica Messing 19 februari–30 april 1992), s
- Bertil Måbrink, v
  - Seija Viitamäki-Carlsson (ersättare för Bertil Måbrink 11 november–10 december 1991), v

### 1994/95–1997/98
- Rolf Dahlberg, m
- Patrik Norinder, m
- Karin Starrin (3 oktober 1994–30 april 1997), c
  - Sven Bergström (ersättare för Karin Starrin 10 januari–9 oktober 1995, ledamot 1 maj 1997–4 oktober 1998), c
- Lennart Rohdin, fp
- Thomas Julin, mp
  - Eva Julin (ersättare för Thomas Julin 10 oktober–15 november 1995), mp
- Axel Andersson, s
  - Agneta Brendt (ersättare för Axel Andersson 10 januari–9 oktober 1995), s
- Widar Andersson, s
- Sinikka Bohlin, s
- Sigrid Bolkéus, s
- Karl Hagström, s
  - Agneta Brendt (ersättare för Karl Hagström 4–22 mars 1996), s
  - Raimo Pärssinen (ersättare för Karl Hagström 23 mars–30 april 1996), s
- Ulrica Messing (statsråd 23 mars 1996–4 oktober 1998), s
  - Agneta Brendt (statsrådsersättare för Ulrica Messing 23 mars 1996–4 oktober 1998), s
- Owe Hellberg, v

### 1998/99–2001/02
- Sven Bergström, c[3]
- Ragnwi Marcelind, kd[3]
- Anne-Katrine Dunker, m[3]
- Patrik Norinder, m[3]
- Thomas Julin, mp[3]
  - Lotta Nilsson Hedström, mp (ersättare för Thomas Julin 24 november–18 december 2000)
  - Lotta Nilsson Hedström, mp (ersättare för Thomas Julin 28 mars–26 april 2001)
  - Lotta Nilsson Hedström, mp (ersättare för Thomas Julin 12 september 2001–21 maj 2002)
- Sinikka Bohlin, s[3]
- Ulrica Messing, s[3] (statsråd)
  - Kenth Högström, s (ersättare för Ulrica Messing 5/10 1998–12/4 1999)
    - Agneta Brendt, s (ersättare för Ulrica Messing 13/4–13/9 1999)
      - Kenth Högström, s (ersättare för Ulrica Messing 14/9 1999–29/9 2002)
- Raimo Pärssinen, s[3]
- Per-Olof Svensson, s[3]
- Erik Åsbrink, s[3] (5/10 1998–13/9 1999; statsråd 5/10 1998–16/6 1999)
  - Agneta Brendt, s (ersättare för Erik Åsbrink 5/10 1998–12/4 1999)
    - Kenth Högström, s (ersättare för Erik Åsbrink 13/4–16/6 1999)
      - Agneta Brendt, s (ledamot 14/9 1999–29/9 2002)
- Owe Hellberg, v[3]
- Yvonne Oscarsson, v[3]

### 2002/03–2005/06
- Sven Bergström, c[4]
- Hans Backman, fp[4]
  - Lena Ödeen, fp (ersättare för Hans Backman 21 januari–28 mars 2003)
  - Ingrid Hammarberg, fp (ersättare för Hans Backman 4 juli–17 augusti 2005)
- Ragnwi Marcelind, kd[4]
- Patrik Norinder, m[4]
- Lotta Nilsson Hedström, mp[4]
- Sinikka Bohlin, s[4]
- Åsa Lindestam, s[4]
- Ulrica Messing, s[4]  (statsråd under mandatperioden)
  - Kenth Högström, s  (ersättare för Ulrica Messing 2002/03–13/2 2005)
    - Yoomi Renström, s (statsrådsersättare för Ulrica Messing 14/2 2005–1/10 2006)
- Raimo Pärssinen, s[4]
- Per-Olof Svensson, s[4]
- Owe Hellberg, v[4]

### 2006/07–2009/10
- Sven Bergström, c[5]
- Hans Backman, fp[5]
- Margareta B. Kjellin, m[5]
- Tomas Tobé, m[5]
- Bodil Ceballos, mp[5]
- Sinikka Bohlin, s[5]
- Åsa Lindestam, s[5]
- Ulrica Messing, s[5] (2 oktober 2006–17 september 2007; statsråd 2–6 oktober 2006)
  - Roland Bäckman, s (statsrådsersättare för Ulrica Messing 2–6 oktober 2006)
  - Roland Bäckman, s (ledamot från 18 september 2007)
- Raimo Pärssinen, s[5]
- Per Svedberg, s[5]
- Ulla Andersson, v[5]

### 2010/11–2013/14
- Anders W. Jonsson, C[6]
- Hans Backman, FP[6]
- Lars Beckman, M[6]
- Margareta B. Kjellin, M[6]
- Tomas Tobé, M[6]
- Bodil Ceballos, MP[6]
- Åsa Lindestam, S[6]
- Elin Lundgren, S[6]
- Raimo Pärssinen, S[6]
- Per Svedberg, S[6]
- Richard Jomshof, SD[6]
- Ulla Andersson, V[6]

### 2014/15–2017/18
- Anders W. Jonsson, C[7]
- Margareta B. Kjellin, M[7] (2014/15-14/2 2017)
  - Lars Beckman, M (15/2 2017–2017/18)
- Tomas Tobé, M[7]
- Anders Schröder, MP[7]
- Åsa Lindestam, S[7]
- Elin Lundgren, S[7]
- Patrik Lundqvist, S[7]
- Raimo Pärssinen, S[7]
- Mikael Eskilandersson, SD[7]
- Mikael Jansson, SD[7]
- Ulla Andersson, V[7]

### 2018/19–2021/22
- Anders W. Jonsson, C[8]
- Lars Beckman, M[8]
- Viktor Wärnick, M[8]
- Åsa Lindestam, S[8]
- Elin Lundgren, S[8]
- Patrik Lundqvist, S[8]
  - Kristoffer Lindberg (ersättare för Patrik Lundqvist 1/11–19/12 2021)
- Roger Hedlund, SD[8]
- Thomas Morell, SD[8]
- Ulla Andersson, V[8]

### 2022/23–2025/26
- Anders W Jonsson, C[9]
- Lili André, KD[9]
- Lars Beckman, M[9]
- Viktor Wärnick, M[9]
- Sanna Backeskog, S[9]
- Kristoffer Lindberg, S[9]
- Patrik Lundqvist, S[9]
- Linnéa Wickman, S[9]
- Roger Hedlund, SD[9]
- Daniel Persson, SD[9]
- Samuel Gonzalez Westling, V[9]

## Riksdagsledamöter i första kammaren
Vid tvåkammarriksdagens tillkomst 1867 var Gävleborgs läns valkrets en egen valkrets i första kammaren. Efter att Gävle brutit sig ur landstinget 1893 bröts staden ut och blev en egen förstakammarvalkrets från och med 1894 (Gävle stads valkrets). Från och med 1922 var hela länet på nytt en sammanhållen valkrets i första kammaren. Antalet mandat var från början fyra, men höjdes till fem år 1873, till sex år 1883 och till sju vid riksdagen 1922, men sänktes 1944 åter till sex. I september 1910 hölls för första gången val med den proportionella valmetoden.
Vid förstakammarvalen 1921–1960, då Gävle stad ingick i valkretsen men inte i landstinget, genomfördes valen av en valkorporation bestående av landstingsledamöterna plus ett antal elektorer för Gävle. Efter att staden återinträtt i landstinget 1964 behövde denna procedur inte genomföras vid det sista förstakammarvalet 1968. Det formella namnet på valkretsen under perioden 1922–1964 var Gävleborgs läns med Gävle stads valkrets.

### 1867–1910 (successivt förnyade mandat)
- Lars Landgren (1867–1868)
  - Julius Brun (1869–1876)
    - Olof Widmark (1877–1885)
      - Christian Lundeberg, prot 1888–1909, högervilde 1910 (1886–1910)

- Casimir Petre (1867–1877)
  - Wilhelm von Rehausen (1878)
    - Lennart Wærn (1879–1887)
      - Olof Widmark, FK:s min (1888–1896)
        - Eric Larsson, FK:s min (1897–1903)
          - Olof Jonsson, FK:s min 1904, mod 1905–1910 (1904–1910)

- Carl Anton Rettig (1867–1870)
  - Robert Rettig (1871–1879)
    - Wilhelm Söderhjelm (1880–1897)
      - Svante Sandqvist, prot (1898–1906)
        - Tord Magnuson, mod (1907–1910)

- Jonas Selggren (1867)
  - Edvard Frisk (1868–1877)
    - Wilhelm Fogelmarck (1878–1879)
      - Hans Forssell, FK:s min 1888–1897 (1880–1897)
        - Robert Almström, prot 1898–1909, fh 1910 (1898–1910)

- Fredrik Ferdinand Carlson, c 1885–1887 (1873–vårriksdagen 1887)
  - Gustaf Gilljam, prot 1888–1896 (höstriksdagen 1887–1896)
    - Walther von Hallwyl, prot (1897–första urtima riksdagen 1905)
      - Victor Folin, prot (andra urtima riksdagen 1905–1908)
        - Johan Östberg, mod (1909–1910)

- Gustaf Tamm, FK:s min 1888–1889 (1883–1889)
  - Wilhelm Brehmer, prot (1890–1904)
    - Arvid Lindman, prot 1905–1909, fh 1910 (1905–1910)

### 1911
- Anders Göransson, mod
- Olof Jonsson, mod
- Christian Lundeberg
- Carl Gustaf Ekman, lib s
- Alfred Petersson, lib s
- Ernst Blomberg, s (1/1–24/3)
  - Carl Gustaf Wickman, s (19/4–31/12)

### 1912–1916
- Olof Jonsson, n
- Theodor Odelberg, n
- Carl Gustaf Ekman, lib s
- Erik Jonsson, lib s
- Lars Olsson, lib s
- Carl Gustaf Wickman, s

### 1917–lagtima riksdagen 1919
- Anders Göransson, n (1917–lagtima riksdagen 1918)
  - Erik Lindström, n (urtima riksdagen 1918–1919)
- Theodor Odelberg, n (1917–urtima riksdagen 1918)
  - Volrath Tham, n (lagtima riksdagen 1919)
- Carl Gustaf Ekman, lib s
- Lars Olsson, lib s (1917–lagtima riksdagen 1918)
  - Erik Jonsson, lib s (9/11 1918–1919)
- Carl Gustaf Wickman, s
- Jonas Otto Ödlund, s

### Urtima riksdagen 1919–1921
- Johan Johansson, bf
- Carl Gustaf Ekman, lib s
- Per Norin, s
- Nils Norling, s
- Carl Gustaf Wickman, s (1919–5/5 1921)
  - Emil Fagerlund, s (4/6–31/12 1921)
- Jonas Otto Ödlund, s (1919–31/1 1920)
  - Teodor Julin, s (18/2 1920–1921)

### 1922–1928
- Jonas Andersson, n
- Per Andersson, bf
- Carl Carlsson, lib s 1922–1923, fris 1924–1928
- Carl Eriksson, s
- Per Norin, s
- Nils Norling, s
- Rickard Sandler, s

### 1929–1936
- Jonas Andersson, n (1929–1930)
  - Hjalmar Halvarsson, n (1931–20/10 1933)
    - Volrath Tham, n 1934, h 1935–1936 (1934–1936)
- Carl Schedin, bf (1–22/1 1929)
  - Per Andersson, bf (4/2 1929–1936)
- Carl Carlsson, fris 1929–1934, fp 1935–1936
- Carl Eriksson, s
- Per Granath, s
- Nils Norling, s
- Rickard Sandler, s

### 1937–1944
- Nils Holmström, h
- Per Andersson, bf (1937–4/2 1944)
- Elon Andersson, fp
- Carl Eriksson, s
- Per Granath, s
- Rickard Sandler, s
- Hemming Sten, s

### 1945–1952
- Bernhard Näsgård, bf
- Elon Andersson, fp
- Carl Eriksson, s
- Jon N. Jonsson, s
- Rickard Sandler, s
- Hemming Sten, s

### 1953–1960
- Bernhard Näsgård, bf (1953–8/7 1957)
  - Axel Andersson, c (16/10 1957–1960)
- Elon Andersson, fp (1953–28/9 1954)
  - Einar Danmans, fp (18/10 1954–1960)
- Jon N. Jonsson, s
- Rickard Sandler, s
- Hemming Sten, s (1953–14/5 1954)
  - Yngve Möller, s (18/10 1954–1960)
- Erik Svedberg, s

### 1961–1968
- Axel Andersson, c (1961–1964)
  - Johan A. Olsson, c (1965–1968)
- Per Hilding, fp
- Jon N. Jonsson, s (1961–1962)
  - Sigurd Lundin, s (1963–1968)
- Yngve Möller, s
- Rickard Sandler, s (1961–12/11 1964)
  - Herman Kling, s (25/11 1964–1968)
- Erik Svedberg, s

### 1969–1970
- Johan A. Olsson, c
- Hans Lindblad, fp
- Herman Kling, s (1969)
  - Arne Carlsson, s (1970)
- Sigurd Lundin, s
- Yngve Möller, s
- Erik Svedberg, s

## Riksdagsledamöter i andra kammaren
Gävleborgs läns valkrets var även en valkrets till andra kammaren under perioden 1922–1970. Fram till 1921 var länet indelat i olika valkretsar, under perioden med majoritetsval 1866–1911 i kretsar med ett mandat vardera (med undantag för Gävle valkrets, som hade två mandat från och med extravalet 1887). 
I andrakammarvalen 1866–1881 var landsbygden uppdelad på fem valkretsar: Ovansjö, Torsåkers och Årsunda samt Hedesunda och Österfärnebo tingslags valkrets (i valet 1881 namnändrad till Gästriklands västra tingslags valkrets), Ockelbo och Hamrånge samt Hille och Valbo tingslags valkrets (i valet 1881 namnändrad till Gästriklands östra tingslags valkrets), Norra Hälsinglands domsagas valkrets, Västra Hälsinglands domsagas valkrets och Södra Hälsinglands domsagas valkrets. Södra Hälsinglands domsagas valkrets var från och med valet 1884 uppdelad i två nya: Södra Hälsinglands västra tingslags valkrets (i valet 1890 namnändrad till Bollnäs domsagas valkrets, ungefär motsvarande Ovanåkers och Bollnäs kommuner) och Södra Hälsinglands östra tingslags valkrets (i valet 1890 namnändrad till Sydöstra Hälsinglands domsagas valkrets, ungefär motsvarande Söderhamns kommun). I valen 1890–1905 var Norra Hälsinglands domsagas valkrets uppdelad i Bergsjö och Delsbo tingslags valkrets samt Enångers och Forsa tingslags valkrets, men vid valet 1908 återgick man till den tidigare Norra Hälsinglands domsagas valkrets. 
Gävle var egen valkrets till andra kammaren från 1866 till valet 1908, från och med extravalet 1887 med två mandat. Städerna i Hälsingland bildade Söderhamns och Hudiksvalls valkrets fram till extravalet 1887, då Söderhamn bildade Söderhamns valkrets och Hudiksvall gick upp i Östersunds och Hudiksvalls valkrets.
Vid införandet av proportionellt valsystem i valet 1911 avskaffades samtliga äldre andrakammarvalkretsar och länet indelades i Gästriklands valkrets (med fyra mandat), Hälsinglands södra valkrets (med tre mandat) samt Hälsinglands norra valkrets (med fyra mandat fram till ordinarie valet 1914, då antalet sänktes till tre). 
Vid andrakammarvalet 1921 förenades länet slutligen till en enda sammanhållen valkrets. Antalet mandat var tio i valet 1921, elva i valen 1924–1928, tio i valen 1932–1944 och nio i valen 1948–1968.

### 1922–1924
- Nils Holmström, lmb
- Johan Johansson, bf
- Olof Johansson, lib s 1922–1923, fris 1924
- Lars Olsson, lib s 1922–1923, frisinnad vilde 1924
- Per Granath, s
- Ernst Lindley, s
- Adolv Olsson, s
- August Sävström, s
- Fabian Månsson, s vgr 1922–1923, s 1924
- Viktor Herou, k

### 1925–1928
- Nils Holmström, lmb
- Johan Johansson, bf
- Olof Johansson, fris
- Lars Olsson, frisinnad vilde 1925, vilde 1926–1928
- Per Granath, s
- Carl Johan Högström, s
- Ernst Lindley, s
- Fabian Månsson, s
- Adolv Olsson, s
- August Sävström, s
- Viktor Herou, k

### 1929–1932
- Nils Holmström, lmb
- Emil Hultman, bf
- Jonas Nikolaus Svedberg, bf
- Anders Hilding, fris
- Olof Johansson, fris
- Carl Johan Högström, s
- Ernst Lindley, s
- Fabian Månsson, s
- Adolv Olsson, s
- August Sävström, s
- Viktor Herou, k 1929, k (Kilbom) 1930–1932

### 1933–1936
- Nils Holmström, lmb 1933–1934, h 1935–1936
- Emil Hultman, bf (1/1–1/8 1933)
  - Jonas Nikolaus Svedberg, bf (1934–1936)
- Georg Nyblom, bf
- Olof Johansson, fris (1/1–14/3 1933)
  - Anders Hilding, fris 1933–1934, fp 1935–1936 (7/4 1933–1936)
- Carl Johan Högström, s
- Fabian Månsson, s
- Adolv Olsson, s
- Per Persson, s
- August Sävström, s
- Viktor Herou, k (Kilbom)/sp

### 1937–1940
- Jonas Eriksson, h
- Georg Nyblom, bf (1937–15/11 1939)
  - Hans Hansson, bf (6/12 1939–1940)
- Per Persson, bf
- Anders Hilding, fp
- Sigurd Lindholm, s
- Fabian Månsson, s (1937)
  - Evald Magnusson, s (1938–1940)
- Adolv Olsson, s
- Per Persson, s
- August Sävström, s
- Viktor Herou, sp

### 1941–1944
- Jonas Eriksson, h
- Per Persson, bf
- Anders Hilding, fp (1941–10/7 1942)
  - Gottfrid Fröderberg, fp (2/11 1942–1944)
- Jon N. Jonsson, s
- Sigurd Lindholm, s
- Evald Magnusson, s (1941)
  - Anders Lif, s (1942)
    - Erik Severin, s (1943–1944)
- Hildur Nygren, s
- Adolv Olsson, s
- Per Persson (från 1942 Per Orgård), s
- August Sävström, s

### 1945–1948
- Nils Holmström, h
- Per Persson, bf
- Gottfrid Fröderberg, fp
- Sigurd Lindholm, s
- Hildur Nygren, s
- Adolv Olsson, s
- Per Orgård, s
- Erik Severin, s
- August Sävström, s
- Ola Persson, k

### 1949–1952
- Per Persson, bf
- Gottfrid Fröderberg, fp
- Edith Liljedahl, fp
- Sigurd Lindholm, s
- Hildur Nygren, s
- Adolv Olsson, s
- Per Orgård, s
- August Sävström, s
- Ola Persson, k (1949–1950)
  - Gerda Nilsson, k (1951–1952)

### 1953–1956
- Per Persson, bf
- Edith Liljedahl, fp
- Nils Stenberg, fp
- Einar Asp, s
- Sigurd Lindholm, s
- Adolv Olsson, s
- Per Orgård, s
- Erik Severin, s
- Gerda Nilsson, k

### 1957–vårsessionen 1958
- Gerhard Nilsson, h
- John Eriksson, bf/c
- Edith Liljedahl, fp
- Nils Stenberg, fp
- Einar Asp, s
- Sigurd Lindholm, s
- Adolv Olsson, s (1/1–3/10 1957)
  - Gunbjörg Thunvall, s (16/10 1957–1958)
- Erik Severin, s (1957)
  - Sven Ekström, s (1958)
- Henning Nilsson, k

### Höstsessionen 1958–1960
- Gerhard Nilsson, h (18/6–12/7 1958)
  - Hans Nordgren, h (26/7 1958–1960)
- John Eriksson, c
- Nils Stenberg, fp
- Einar Asp, s
- Sven Ekström, s
- Anders Haglund, s
- Sigurd Lindholm, s
- Gunbjörg Thunvall, s
- Henning Nilsson, k

### 1961–1964
- Hans Nordgren, h
- John Eriksson, c
- Nils Stenberg, fp (1/1–30/9 1961)
  - Olle Westberg i Ljusdal, fp (16/10 1961–1964)
- Einar Asp, s
- Sven Ekström, s
- Anders Haglund, s
- Sigurd Lindholm, s
- Gunbjörg Thunvall, s
- Henning Nilsson, k

### 1965–1968
- Hans Nordgren, h
- John Eriksson, c
- Olle Westberg i Ljusdal, fp
- Einar Asp, s
- Sven Ekström, s
- Anders Haglund, s
- Sigurd Lindholm, s
- Gunbjörg Thunvall, s
- Henning Nilsson, k/vpk 1965–15/10 1968, vilde 16/10–31/12 1968

### 1969–1970
- John Eriksson, c
- Gunnel Jonäng, c
- Olle Westberg i Ljusdal, fp
- Sven Ekström, s
- Anders Haglund, s
- Sigurd Lindholm, s
- Gunbjörg Thunvall, s
- Olle Westberg i Hofors, s
- Olle Östrand, s